# Хиджаз (королевство)
Короле́вство Хиджа́з (араб. مملكة الحجاز‎, Mamlakat al-Ḥijāz) — государство в Хиджазе, провозгласившее независимость от Османской империи в 1916 году. Управлялось династией Хашимитов. В середине 1920-х было завоёвано Недждом, после чего было создано объединённое Королевство Неджд и Хиджаз.

## История
Во время Первой мировой войны британцы начали переговоры с шерифом Мекки Хусейном бен Али. Верховный британский комиссар в Египте Артур Макмагон пообещал в октябре 1915 года Хусейну признать его королём будущего государства, которое должно было охватывать все арабские страны Азии, за исключением Ливана, запада Сирии, юга и востока Аравии. Положившись на это обещание, шериф Хусейн поднял в июне 1916 года антиосманское восстание.
После войны, ожидая, когда Великобритания выполнит свои обещания, Хусейн ибн Али объявил себя королём, претендуя на объединение под своей властью всех бывших арабских провинций Османской империи. Однако у Великобритании и Франции были свои планы, и Великобритания признала его лишь королём Хиджаза. В 1919 году Хусейн решил объединить арабов сам, и двинул свои войска в пограничные районы Неджда, но был разбит. Великобритания считала полезным умерить амбиции своего союзника, но не допустила его разгрома.
Хусейн не отказывался от своих амбициозных планов, и увеличивал налоги и расходы на армию. Это вызвало рост недовольства им внутри страны. В марте 1924 года он, воспользовавшись ликвидацией халифата после краха династии Османов, провозгласил себя новым халифом. Это вызвало недовольство в различных частях исламского мира, но особенно — в Неджде. В сентябре 1924 года Неджд начал войну против Хиджаза. На этот раз британцы, недовольные претензиями Хусейна и открытием генконсульства СССР в Джидде летом 1924 года, не поддержали короля, и в октябре 1924 года Хусейн был низложен и выслан из страны собранием знати. Сменивший его сын Али, оставив в руках Ибн Сауда Мекку и Медину, отступил к Джидде, и оборонялся там около года. В октябре 1925 года эмир Неджда Ибн Сауд заключил с британским представителем соглашение, по которому британское правительство в обмен на некоторые уступки фактически признало аннексию Хиджаза Недждом. 22 декабря 1925 года Джидда сдалась, а король Али покинул Хиджаз; местная знать ещё раньше присягнула Ибн Сауду.